# Învățământ secundar

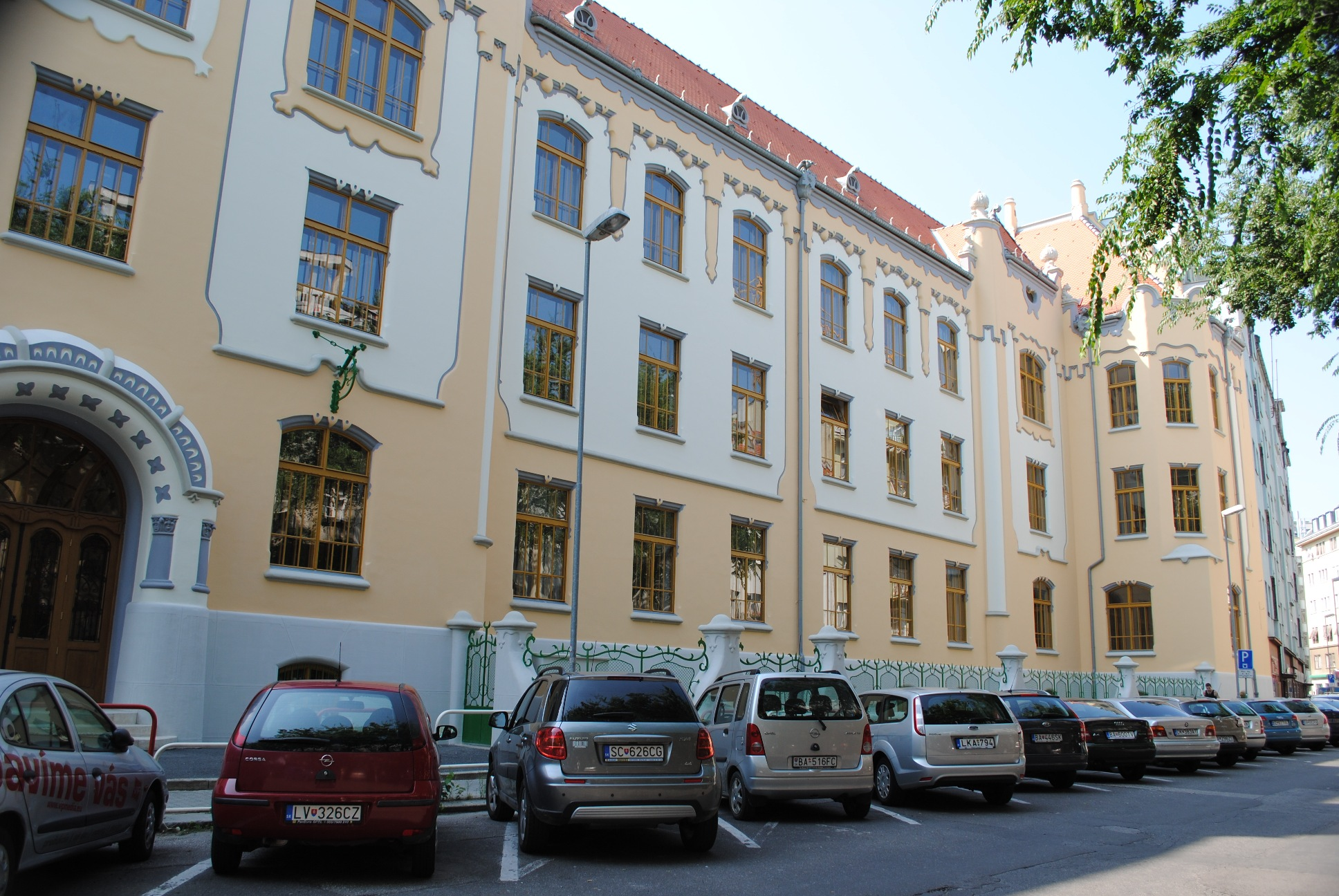
Liceu în Bratislava, Slovacia (Gamča)

Învățământul secundar acoperă două etape pe scara Clasificării internaționale standard a educației. Învățământul secundar sau de nivel 2 sau inferior (învățământul secundar mai puțin obișnuit) este considerat a doua și ultima fază a educației de bază, iar învățământul secundar de nivel 3 (superior) este etapa anterioară învățământului terțiar. Fiecare țară își propune să ofere educație de bază, dar sistemele și terminologia rămân unice pentru ele. Învățământul secundar are loc de obicei după patru ani de învățământ primar și patru de gimnaziu și este urmat de învățământul superior, educația vocațională sau ocuparea forței de muncă. La fel ca învățământul primar, în majoritatea țărilor, învățământul secundar este obligatoriu, cel puțin până la vârsta de 16 ani. Copiii intră de obicei în faza secundară inferioară în jurul vârstei de 11 ani. Învățământul obligatoriu se extinde uneori până la 19 ani.
Începând cu 1989, educația a fost considerată drept un drept uman de bază pentru un copil; Articolul 28 din Convenția privind drepturile copilului prevede că educația primară ar trebui să fie gratuită și obligatorie, în timp ce diferite forme de învățământ secundar, inclusiv învățământul general și vocațional, ar trebui să fie disponibile și accesibile tuturor copiilor. Terminologia s-a dovedit dificilă și nu a existat o definiție universală înainte ca ISCED să împartă perioada dintre învățământul primar și universitate în învățământul secundar inferior și învățământul secundar superior.
În epoca clasică și medievală, învățământul secundar era oferit de biserică pentru fiii nobilimii și pentru băieții care se pregăteau pentru universități și preoție. Pe măsură ce comerțul necesita abilități de navigație și științifice, biserica a extins cu reticență programa și a lărgit aportul. Odată cu Reforma, statul a combătut controlul învățării de la biserică, iar odată cu educația Comenius și John Locke s-a schimbat de la repetarea textului latin la construirea cunoștințelor în copil. Educația era pentru puțini. Până la jumătatea secolului al XIX-lea, școlile secundare au fost organizate pentru a satisface nevoile diferitelor clase sociale, clasele muncitoare primind 4 ani, clasa de negustori 5 ani și elita obținând 7 ani. Drepturile la un învățământ secundar au fost codificate după 1945, iar țările încă lucrează pentru atingerea obiectivului învățământului secundar obligatoriu și gratuit pentru toți tinerii sub 19 ani.